# 蘇黎世山
47°23′8″N 8°34′1″E / 47.38556°N 8.56694°E

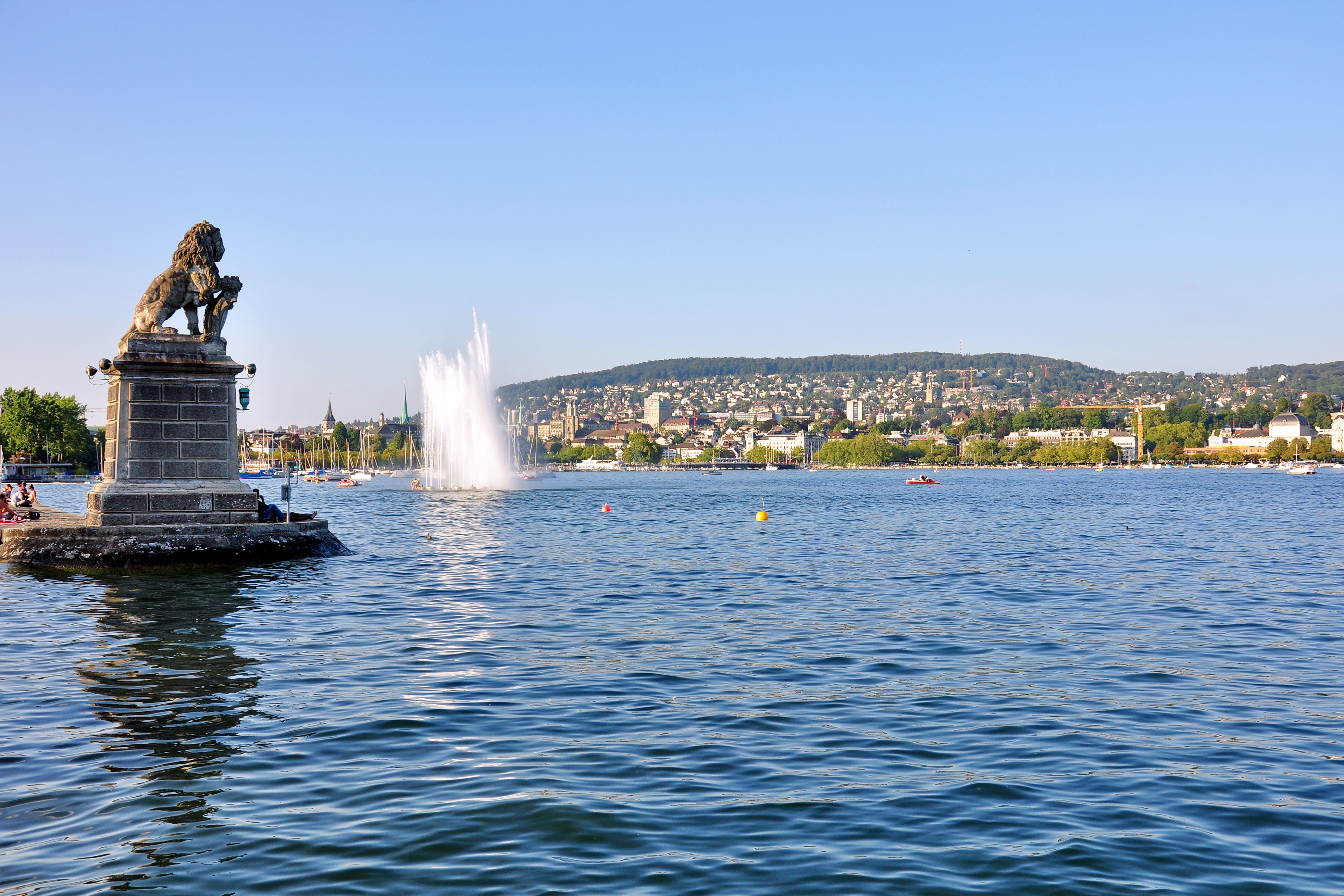

蘇黎世山（Zürichberg），是瑞士的山峰，位於該國北部，由蘇黎世州負責管轄，距離阿德利斯貝格山2.2公里，海拔高度676米，每年平均降雨量1,869毫米。